# Lepidopa benedicti
Lepidopa benedicti är en kräftdjursart som beskrevs av Schmitt 1935. Lepidopa benedicti ingår i släktet Lepidopa och familjen Albuneidae. Inga underarter finns listade i Catalogue of Life.